# Blaesoxipha singularis
Blaesoxipha singularis är en tvåvingeart som först beskrevs av Guilherme A.M.Lopes 1976.  Blaesoxipha singularis ingår i släktet Blaesoxipha och familjen köttflugor. Inga underarter finns listade i Catalogue of Life.